# Rhaphuma xenisca
Rhaphuma xenisca là một loài bọ cánh cứng trong họ Cerambycidae.